# نادي الجزيرة (فلسطين)
نادي الجزيرة (فلسطين) هو نادي فلسطيني من أندية قطاع غزة . يلعب في دوري قطاع غزة الدرجة الثالثة تأسس عام 2007
.